# Gut Böckelühr
Gut Böckelühr ist ein historisches Anwesen und heutiger Bauernhof in Schwerte, Nordrhein-Westfalen.
Es liegt im zum Ortsteil Ergste gehörenden Bürenbruch, am südwestlichen Rand des Ruhrgebiets, und gilt mit einer Höhe von 262,4 Metern über dem Meeresspiegel als höchster Punkt im Kreis Unna. Es grenzt an das Naturschutzgebiet Wannebachtal. 

## Geschichte
Die Ursprünge von Gut Böckelühr reichen bis ins Jahr 1096 zurück, als es erstmals urkundlich erwähnt wurde. Ursprünglich war es Teil eines größeren Hofverbundes namens „Lühr“, der im Jahr 1750 in zwei eigenständige Höfe aufgeteilt wurde: Gut Böckelühr und Gut Lieselühr. Ein Brand im Jahr 1760 führte zum Neubau beider Höfe. Das noch heute bestehende Bauernhaus wurde 1764 errichtet.
Der Name „Böckelühr“ leitet sich von den Worten Böcke (Buche) und Lühr (Wald) ab, was auf die ursprüngliche Lage des Hofes in einem ausgedehnten Buchenwald hinweist. Bis 1972 war das Gut vorwiegend landwirtschaftlich geprägt, mit Ackerbau, Forstwirtschaft, Viehzucht und Milchwirtschaft. Danach wurde es zum Reiterhof und entwickelte sich schrittweise zu einem Freizeit- und Naherholungsziel.
Gut Böckelühr, das Grünlandbewirtschaftung und Forstwirtschaft betreibt, kombiniert traditionelle Landwirtschaft mit touristischen Angeboten. Zu den Hauptattraktionen zählen Ponyreiten, ein Abenteuerspielplatz ein Hofladen und ein Café.